# Osservazione di Mercurio
Trattandosi di un pianeta interno, l'osservazione diretta del pianeta Mercurio dalla Terra è piuttosto difficoltosa, ed è possibile solamente poco dopo il tramonto o appena prima dell'alba a causa della ridotta distanza angolare dal Sole; sempre per questo motivo, la parte del pianeta che vediamo è quella non illuminata dal Sole. Inoltre l'estrema brevità del suo moto di rivoluzione (solamente 88 giorni) ne permette l'osservazione solamente per pochi giorni consecutivi, dopo di che il pianeta si rende inosservabile dalla Terra.

## Magnitudine e fasi

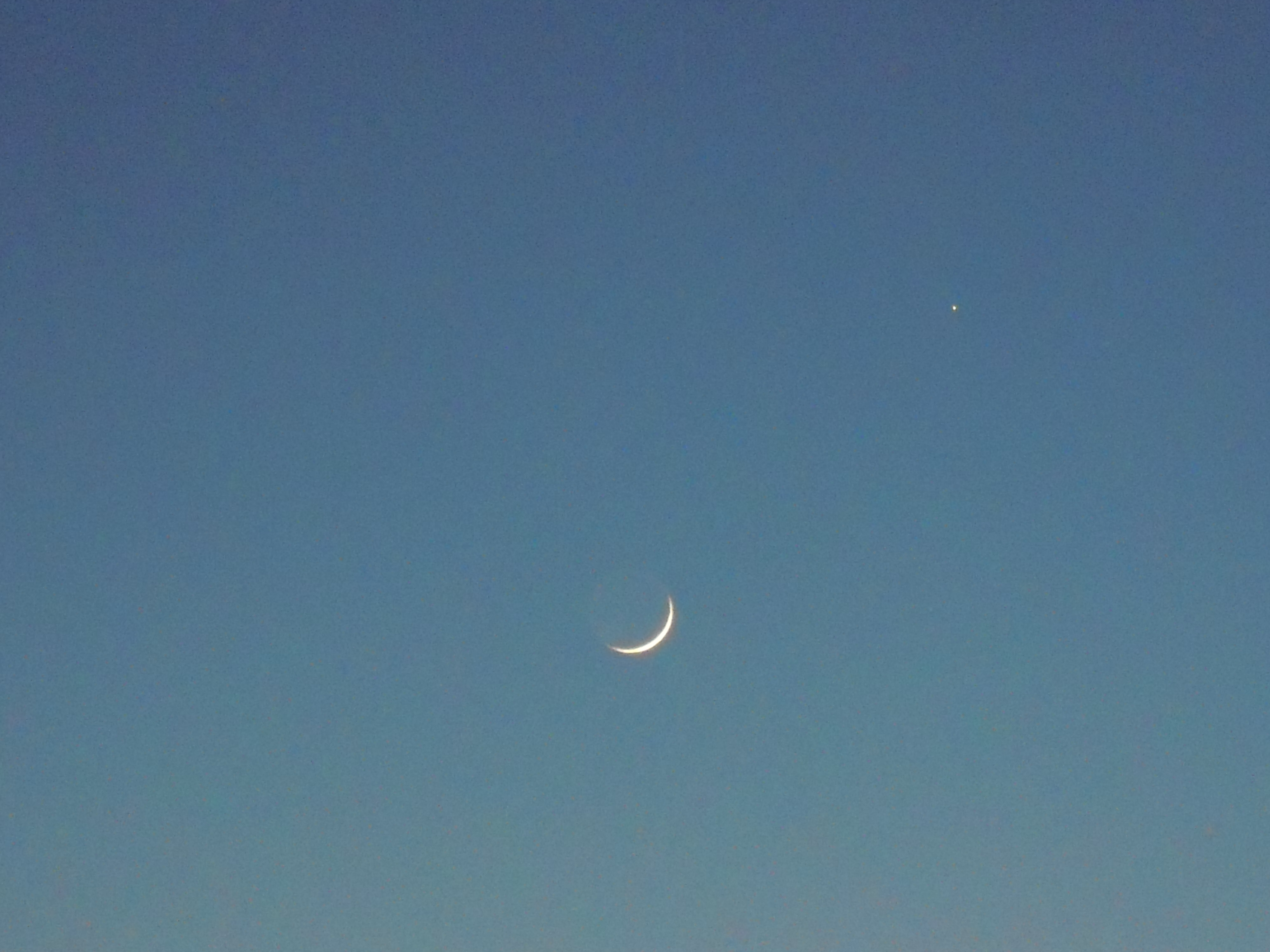
La sera del 13 maggio 2021, Mercurio si trovava a tre gradi dalla luna

La magnitudine apparente del pianeta oscilla tra -0,4 e +5,5.
Per un osservatore terrestre Mercurio mostra un ciclo di fasi analoghe a quelle lunari; è nuovo in congiunzione inferiore e pieno in congiunzione superiore, sebbene in queste due occasioni la sua osservazione diretta sia impossibile a causa della presenza del Sole. Nei periodi di massima distanza angolare dal Sole (fra 18,5°, se l'elongazione massima coincide con il perielio, e 28,3° se coincide con l'afelio) il pianeta mostra una caratteristica mezzaluna.

## Configurazioni planetarie
Periodicamente Mercurio passa davanti o dietro al Sole, entrando quindi in congiunzioni: quando il Sole viene a trovarsi fra Mercurio e la Terra si parla di congiunzione superiore, mentre la configurazione opposta (Mercurio si situa fra la Terra e il Sole) è nota come congiunzione inferiore.

I pianeti orbitano attorno al Sole in senso antiorario, e quindi riprendono periodicamente le posizioni come in figura Archiviato il 12 gennaio 2006 in Internet Archive..
1. Congiunzione superiore: il pianeta non è visibile
2. Elongazione est: il pianeta è visibile verso ovest subito dopo il tramonto
3. Congiunzione inferiore: il pianeta non è visibile, salvo in caso di transito
4. Elongazione ovest: il pianeta è visibile verso est poco prima dell'alba

Mercurio raggiunge in media la congiunzione inferiore ogni 116 giorni, sebbene l'intervallo possa variare fra 111 e 121 giorni a causa dell'eccentricità orbitale.
L'asse di rotazione terrestre è inclinato di circa 23,5° rispetto alla verticale del suo piano orbitale, quindi il percorso apparente del Sole attraverso il cielo - l'eclittica - può formare angoli più o meno pronunciati rispetto all'orizzonte; un altro elemento che determina l'inclinazione dell'eclittica è la latitudine del luogo d'osservazione.

Questo è un fattore importante per l'osservazione dei pianeti interni, specialmente per Mercurio. L'inclinazione della sua orbita rispetto all'eclittica è piccola e se questa appare molto inclinata sull'orizzonte, lo saranno anche le orbite del pianeta.

## Luoghi d'osservazione privilegiati
In generale l'osservazione di Mercurio è più agevole dall'emisfero sud della Terra, poiché raggiunge la massima elongazione occidentale nel periodo autunnale e la massima elongazione orientale sul finire dell'inverno; al contrario, nell'emisfero nord queste configurazioni coincidono con la primavera e l'estate, in cui il cielo notturno è più luminoso. Luoghi particolarmente privilegiati per l'osservazione del pianeta sono così le regioni temperate dell'emisfero sud, come l'Argentina e la Nuova Zelanda.
Come gli altri pianeti principali, Mercurio è visibile durante un'eclisse totale di Sole.
Il 28 maggio 1737 John Bevis, dell'Osservatorio Reale di Greenwich, riportò l'unica occultazione di Mercurio da parte di Venere mai osservata.